# Una preda difficile
Una preda difficile  (Hare Do) è un film del 1949 diretto da Friz Freleng. È un cortometraggio d'animazione della serie Merrie Melodies, uscito negli Stati Uniti il 15 gennaio 1949.

## Trama
Taddeo sta andando a caccia usando il suo "rilevatore di conigli", ma viene ingannato da Bugs Bunny e cade da un dirupo. Bugs quindi fugge e si fa dare un passaggio in macchina senza accorgersi che il conducente è Taddeo. Quando Bugs se ne accorge, Taddeo ferma la macchina davanti a un cinema. Bugs vi entra seguito da Taddeo, e i due continuano l'inseguimento; Bugs supera ripetutamente in astuzia l'avversario, che si ritrova buttato fuori più volte da un usciere che lo crede un molestatore. Infine Bugs conduce Taddeo in una sala buia fingendo di essere una maschera. Quando si accendono le luci, Bugs presenta al pubblico un numero in cui Taddeo (che indossa degli occhiali scuri e continua a non vederci) scenderà su un monociclo lungo una fune e finirà nella bocca di un leone. Taddeo esegue inconsapevolmente il numero e, quando poi Bugs apre la bocca del leone, sente Taddeo chiedersi se lo stuntman ce l'abbia fatta, e Bugs risponde affermativamente verso il pubblico.

## Distribuzione

### Edizione italiana
L'edizione italiana del film fu trasmessa direttamente in televisione negli anni ottanta; il doppiaggio fu eseguito dalla Effe Elle Due e diretto da Franco Latini su dialoghi di Maria Pinto. In questa edizione Taddeo viene chiamato col suo nome originale e furono completamente cambiate le battute di Taddeo e Bugs nel finale. Negli anni duemila il corto fu ridoppiato, nuovamente per la trasmissione televisiva, dalla Time Out Cin.ca sotto la direzione di Massimo Giuliani; in questa edizione Taddeo viene chiamato "Taddeo Fudd". Non essendo stata registrata una colonna internazionale, in entrambi i casi fu sostituita la musica presente durante i dialoghi.

### Edizioni home video

#### VHS
America del Nord
- Bugs Bunny's Wacky Adventures (1985)
- Carrotblanca (13 agosto 1996)
- Looney Tunes: The Collector's Edition - A Looney Life (1999)

Italia
- Bugs Bunny's Wacky Adventures (1986)
- Bugs Bunny n. 3 (ottobre 1991)

#### Laserdisc
- Winner by a Hare (1992)

#### DVD
Il corto fu pubblicato in DVD-Video in America del Nord nel primo disco della raccolta Looney Tunes Golden Collection: Volume 3 (intitolato Bugs Bunny Classics) distribuita il 25 ottobre 2005. In Italia fu invece inserito nel DVD Bugs Bunny: Volume 3 della collana Looney Tunes Collection, uscito il 18 maggio 2006.